# St. Nikolaus (Unterthingau)

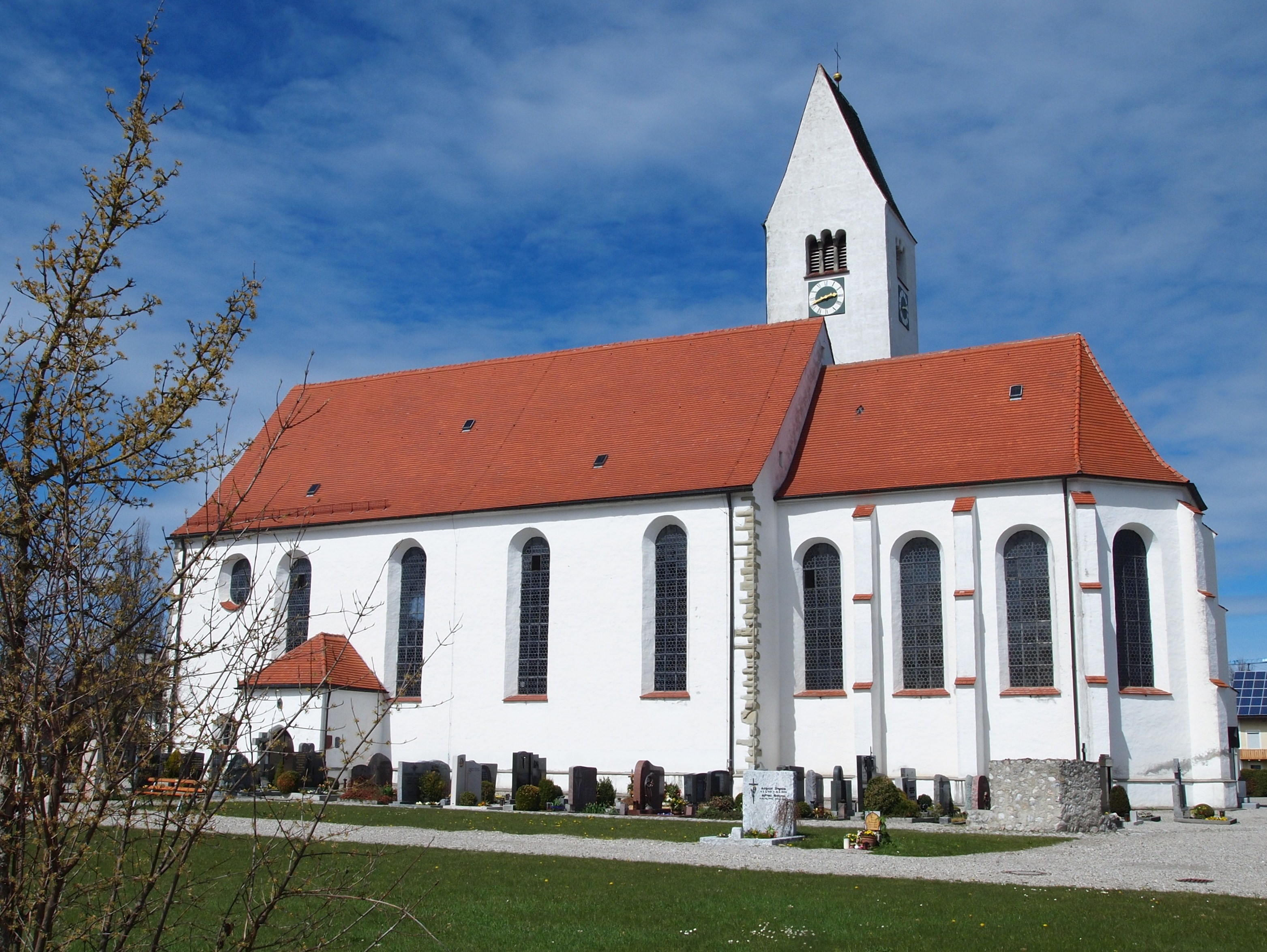
St. Nikolaus in Unterthingau

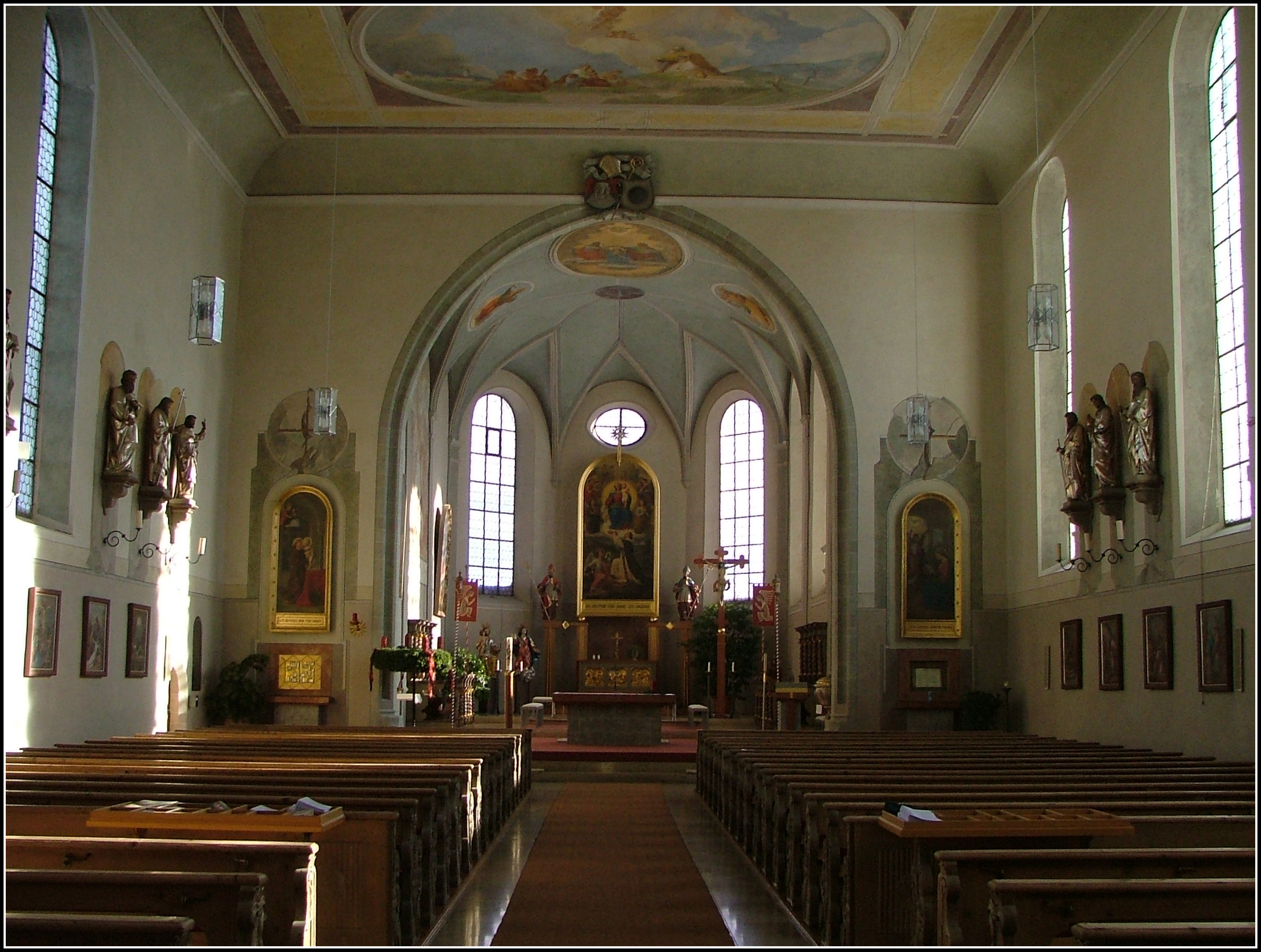
Innenraum

Die römisch-katholische Pfarrkirche St. Nikolaus steht in Unterthingau, einem Markt im schwäbischen Landkreis Ostallgäu in Bayern. Das denkmalgeschützte Bauwerk ist in der Liste der Baudenkmäler in Unterthingau unter der Nr. D-7-77-175-4 eingetragen. Die Pfarrei gehört zum Dekanat Marktoberdorf des Bistums Augsburg.

## Beschreibung
Die im frühen 18. Jahrhundert umgestaltete Saalkirche besteht aus einem Langhaus, einem eingezogenen, dreiseitig geschlossenen, von Strebepfeilern gestützten Chor im Osten, die beide 1514 errichtet wurden, und einem Kirchturm auf quadratischem Grundriss an der Nordwand des Langhauses im östlichen Bereich, dessen untere Geschosse aus dem 14. Jahrhundert stammen. Die Sakristei wurde 1687/89 in der nordöstlichen Ecke von Kirchturm und Chor angebaut. Der Kirchturm wurde zeitgleich aufgestockt, um den Glockenstuhl und die Turmuhr unterzubringen, und quer mit einem Satteldach bedeckt. 
Der Innenraum des Langhauses ist mit einer Flachdecke überspannt, der des Chors mit einem Stichkappengewölbe, das auf Pilastern und zwei Konsolen im Chorscheitel aufsitzt. An der nördlichen Wand des Chors ist ein Höllensturz aus der zweiten Hälfte des 16. Jahrhunderts aufgemalt. Von Andreas Mayr stammen das Altarretabel des Hochaltars von 1858, die Deckenmalereien im Chor und die 14 Kreuzwegstationen. 